# Садовое (Аксуский район)
Садовое — бывшее село в Аксуском районе Жетысуской области Казахстана. Входило в состав Кызылагашского сельского округа. Упразднено в 2000-е годы.

## Население
В 1989 году население села составляло 181 человек. Национальный состав: русские — 28 %, казахи — 41 %, греки — 21 %. По данным переписи 1999 года, в селе проживало 66 человек (34 мужчины и 32 женщины).